# Mycetoporus clavicornis
Mycetoporus clavicornis är en skalbaggsart som först beskrevs av Stephens 1832.  Mycetoporus clavicornis ingår i släktet Mycetoporus, och familjen kortvingar. Arten är reproducerande i Sverige.